# Ator (UML)
Chama-se UML Ator ao estereótipo standard do UML usado para definir o papel que um utilizador representa relativamente ao sistema informático modelado. Um ator representa um conjunto coerente de papéis que os usuários de casos de uso desempenham quando interagem com esses casos de uso. Tipicamente, um ator representa um papel que um ser humano, um dispositivo de hardware ou até outro sistema desempenha com o sistema. De notar que um utilizador pode ser uma das seguintes entidades:
- Pessoa[2][3];
- Outro sistema informático[2][3];
- Equipamento hardware especializado[2][3];
- Passagem de tempo[2][3].

Por omissão o seu ícone representa a figura de um individuo.
Uma entidade pode ser representada por vários actores, já que pode estar a assumir diferentes papéis.